# 拉爾戈茨山
47°14′29″N 11°35′33″E / 47.241414°N 11.592521°E

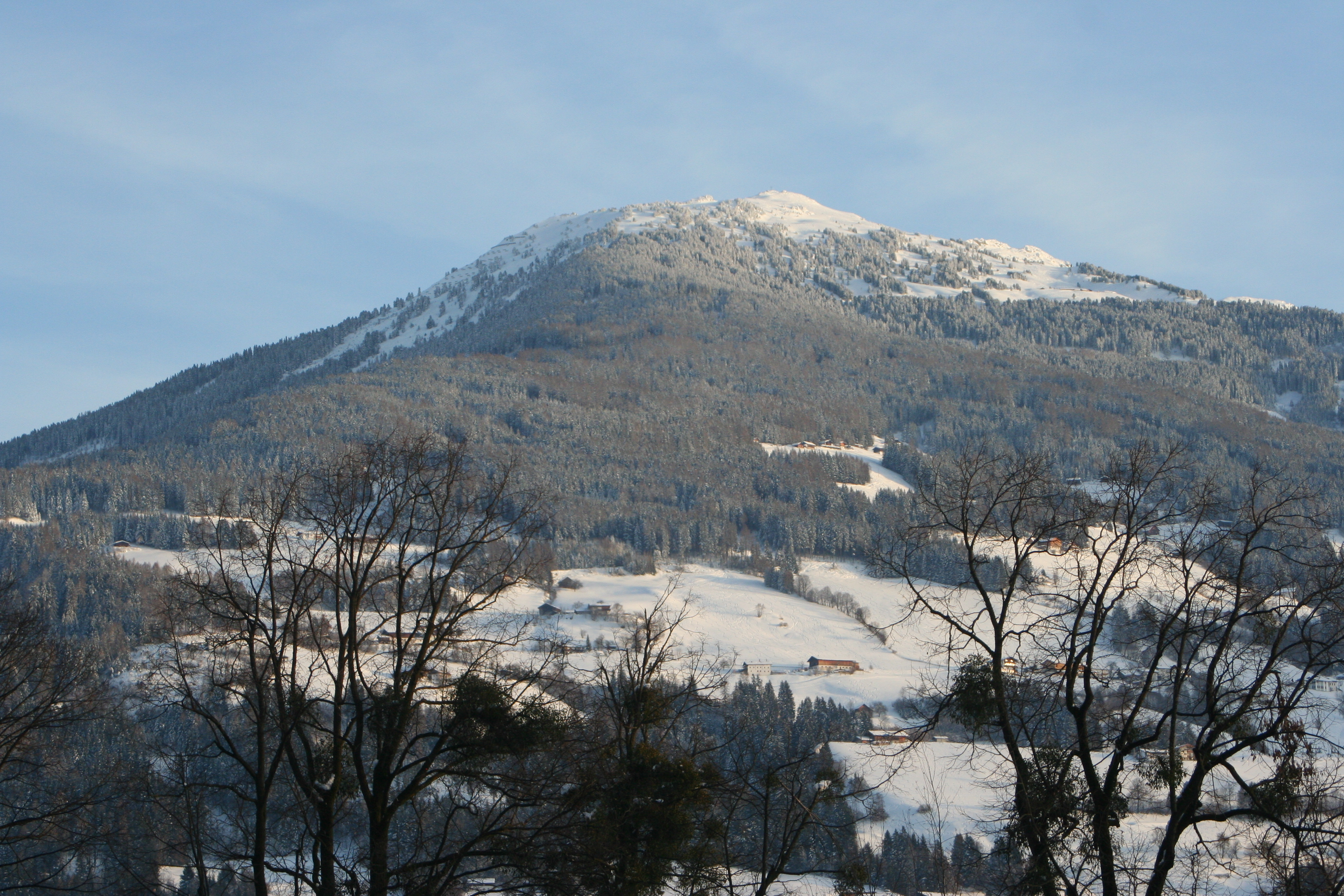

拉爾戈茨山（德語：Largoz），是奧地利的山峰，位於該國西部，由蒂羅爾州負責管轄，屬於圖克斯山的一部分，海拔高度2,214米，每年平均降雨量1,806毫米。